# Les Feux de la Chandeleur (film)
Pour plus de détails, voir Fiche technique et Distribution.
Les Feux de la Chandeleur est un film franco-italien réalisé par Serge Korber, sorti le 24 mai 1972. 
Il s'agit d'une adaptation du roman Les Feux de la Chandeleur de Catherine Paysan datant de 1966. Le film a pour principaux interprètes Annie Girardot, Jean Rochefort, Claude Jade, Bernard Le Coq et Bernard Fresson.

## Synopsis
Avec sa femme Marie-Louise et ses deux enfants Jean-Paul et Laura, Alexandre Boursault, notaire de province, aurait été le plus heureux des hommes si sa femme n'affichait ouvertement ses opinions gauchistes et ne participait à toutes sortes de manifestations. La vie commune n'étant plus possible, le 2 février 1962, jour de la Chandeleur, Alexandre Boursault se sépare de sa femme pour s'installer dans le plus grand hôtel de la ville. Au fil des années, Marie-Louise élève ses enfants et tente de rester fidèle à son idéal politique… Mais elle se trouve bientôt réduite à l'inaction, sans mari, sans métier, sans enfants. En dix ans elle touche plusieurs fois le fond de l'abîme. On la croit folle. 
Le 2 février 1972, elle décrète que c'est le printemps et sort avec un chapeau de paille rouge alors qu'il neige à gros flocons. Alexandre Boursault lui adresse la parole — la première depuis des années — pour lui conseiller une autre coiffure. Cette rencontre agit comme un coup de foudre. Laura, étudiante en médecine et psychologie, devenue féministe, retourne auprès de sa mère. Dans ce tourbillon Laura tombe amoureuse de Marc Champenois, un instituteur et copain de sa mère. Marie-Louise trouve — inspirée par le bonheur de Laura — sa chance : convaincue qu'Alexandre est toujours amoureux d'elle : elle ne vit plus que dans l'espoir d'une réconciliation, elle se comporte comme une adolescente et fait tout ce qui est en son pouvoir pour séparer son ex-mari de sa nouvelle épouse, Clotilde. Marie-Louise est soutenue par Laura, qui insiste auprès de son père. Mais son fils Jean-Paul, croyant sa mère véritablement folle, tentera par tous les moyens de l'arracher à ses illusions. Il ira jusqu'à lui dire qu'elle n'est plus rien pour Alexandre. Le choc la tuera… un quart d'heure avant le retour de son ex-mari qui voulait reprendre la vie commune.

## Fiche technique
- Titre : Les Feux de la Chandeleur
- Réalisation : Serge Korber, assisté d'Alain Nauroy
- Scénario : Serge Korber et Pierre Uytterhoeven, d'après le roman éponyme Les Feux de la Chandeleur de Catherine Paysan (éditions Denoël)
- Production : Gérard Beytout et René Pignères
- Musique : Michel Legrand
- Photographie : Jean-Jacques Tarbès
- Montage : Henri Lanoë
- Décors : André Labussière
- Pays de production :  France /  Italie
- Langue : français
- Format : couleur - 1,33:1 - Mono - 35 mm
- Genre : drame
- Durée : 95 minutes
- Date de sortie : 
  - France : 24 mai 1972
- Affiches : Pierre Levé, Jacques Vaissier (France)

## Distribution
- Annie Girardot : Marie-Louise Boursault
- Jean Rochefort : Alexandre Boursault
- Bernard Le Coq : Jean-Paul Boursault
- Claude Jade : Laura Boursault
- Bernard Fresson : Marc Champenois
- Gabriella Boccardo (it) : Annie, la femme de Jean-Paul
- Ilaria Occhini (doublée par Anouk Ferjac) : Clotilde
- Jean Bouise : l'abbé Yves Bouteiller
- Isabelle Missud : Laura, enfant
- Christophe Bruno : Jean-Paul, enfant
- Yvon Sarray : le médecin
- André Rouyer : le gréviste qui parle au mégaphone
- Jacqueline Doyen (non créditée) : la femme qui critique le chapeau de Marie-Louise

## Autour du film
- Annie Girardot rencontre Bernard Fresson, qui joue le rôle du fiancé de sa fille (Claude Jade), pendant le tournage de Feux de la Chandeleur ; ils vivront sept ans ensemble.
- Le film devait initialement être réalisé par Michel Mitrani, tandis que le rôle de Marie-Louise Boursault devait être interprété par Alice Sapritch.
- Le tournage s'est déroulé dans le Doubs, près de Pontarlier, du 17 janvier au 4 mars 1972.
- Le roman Les Feux de la Chandeleur a reçu le Prix des Libraires de France 1967.
- Le DVD est sorti en novembre 2007.

## Distinctions
- Le film représentait la France dans la compétition officielle du Festival de Cannes 1972.